# Ян Левицький

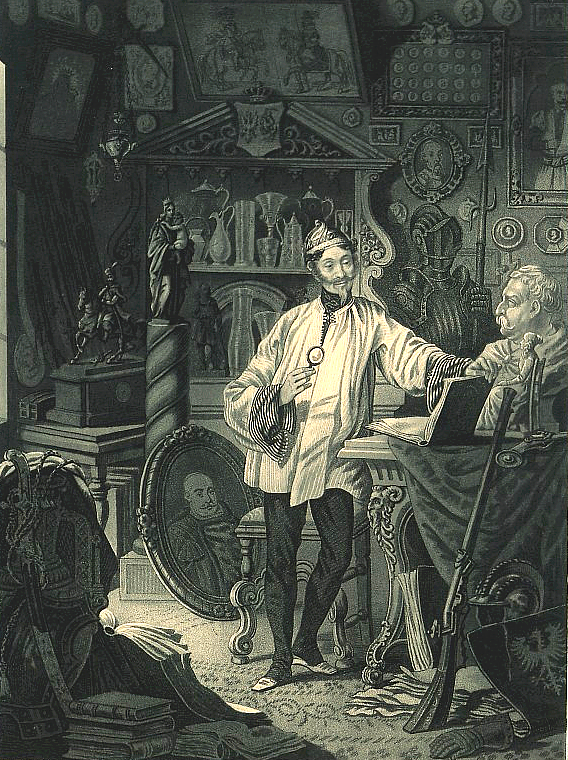
Ян Левицький. Колекція польського антиквара Адольфа Ціховського в Парижі

Ян Непомуцен Левицький (пол. Jan Nepomucen Lewicki 1795 — 1871) — польський живописець XIX століття, учасник Листопадового повстання (1830 — 1831). 

## Життєпис
Навчався майстерності живопису в Кракові під керівництвом Йосипа Бродівського. Переїхавши до Варшави, продовжив удосконалювати свої знання в техніці літографії і гравюри. 
У 1830 взяв участь у польському повстанні проти окупаційної влади Російської імперії на території царства Польського. 
Після поразки бунтівників в 1831 емігрував закордон. У 1832 — 1835 жив у Страсбурзі і працював у літографічної студії, з 1843 — в Парижі, проводив активну громадську і творчу діяльність. 
Його метою було служіння батьківщині талантом художника, зображуючи пам'ятки і звичаї Польщі. 
Ці плани Левицький втілив у циклі кольорових літографій, що зображають поляків та інших народів у народних костюмах і військових в мундирах польських військ.  
У 1838 ним було підготовлений до випуску художній альбом «Одяг польських народів» (фр. Les costumes du peuple polonais
У Парижі почав освоювати мистецтво фотографії. 
У 1853 — 1859 працював у заснованій ним школі картографії в Лісабоні, а також стояв біля основ розвитку фотографії в Португалії. 
У 1860 Ян Левицький повернувся до Польщі і став художнім редактором варшавського видання «Ілюстрований тижневик» (пол. Tygodnik Ilustrowany). 
Тоді ж організував і відкрив у столиці Царства Польського, Варшаві фотографічний салон. 

Пензлю художника належить картина «Галицька різанина (1846)». 

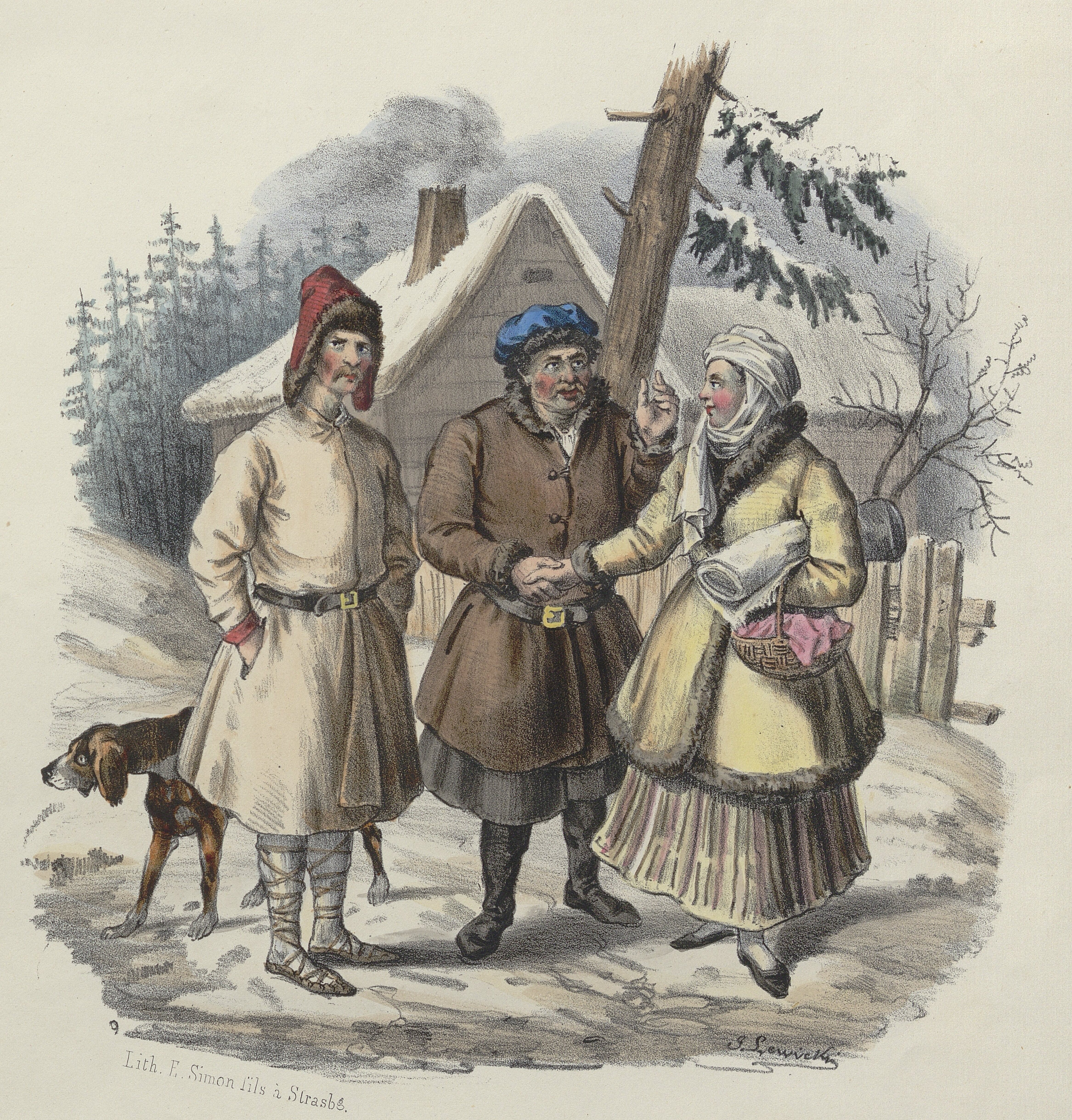
Литвини з околиць Вільнюса. Одяг польських народів
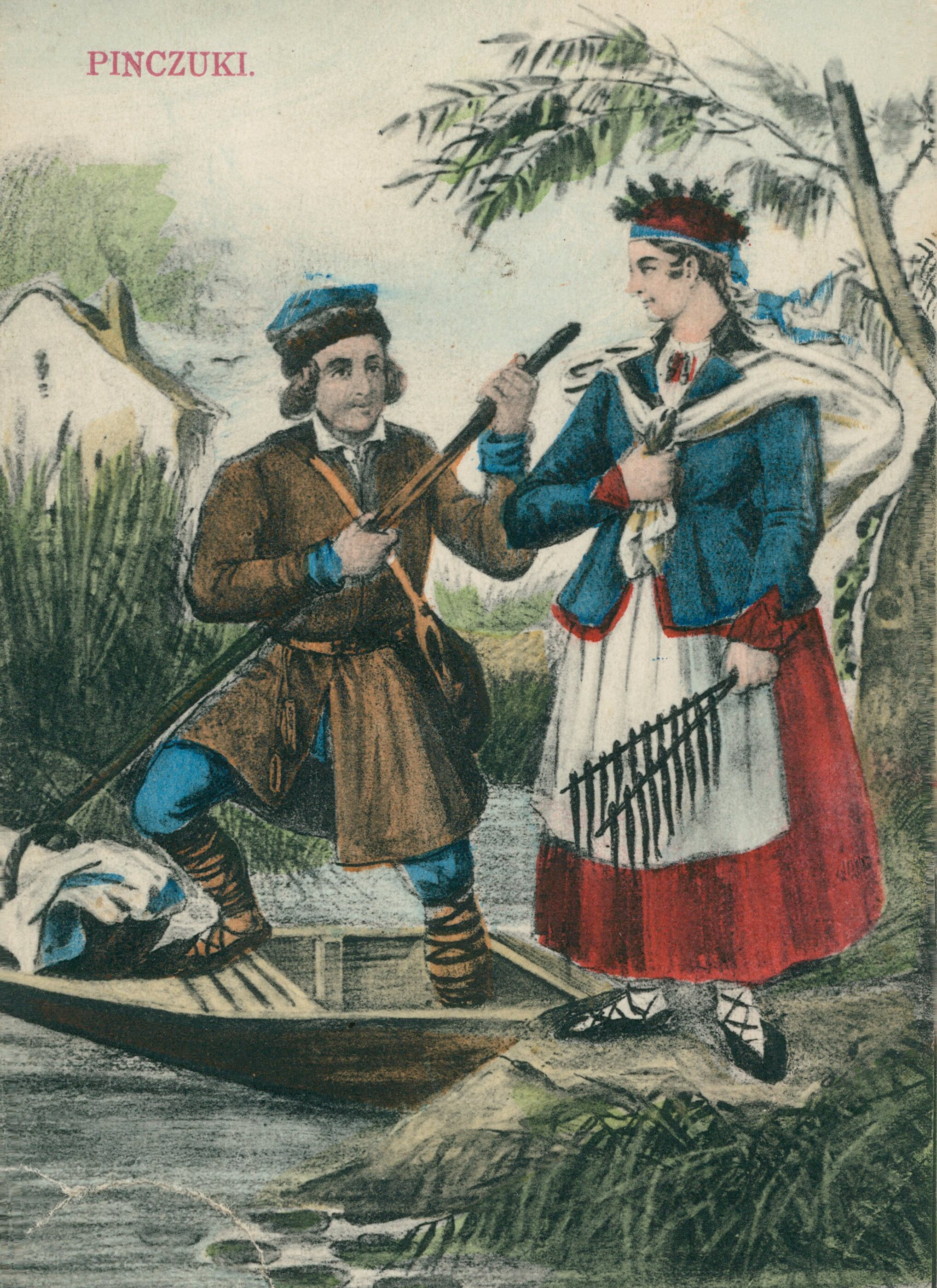
Пінчуки. Одяг польських народів
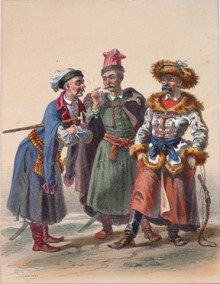
Шляхта. Одяг польських народів
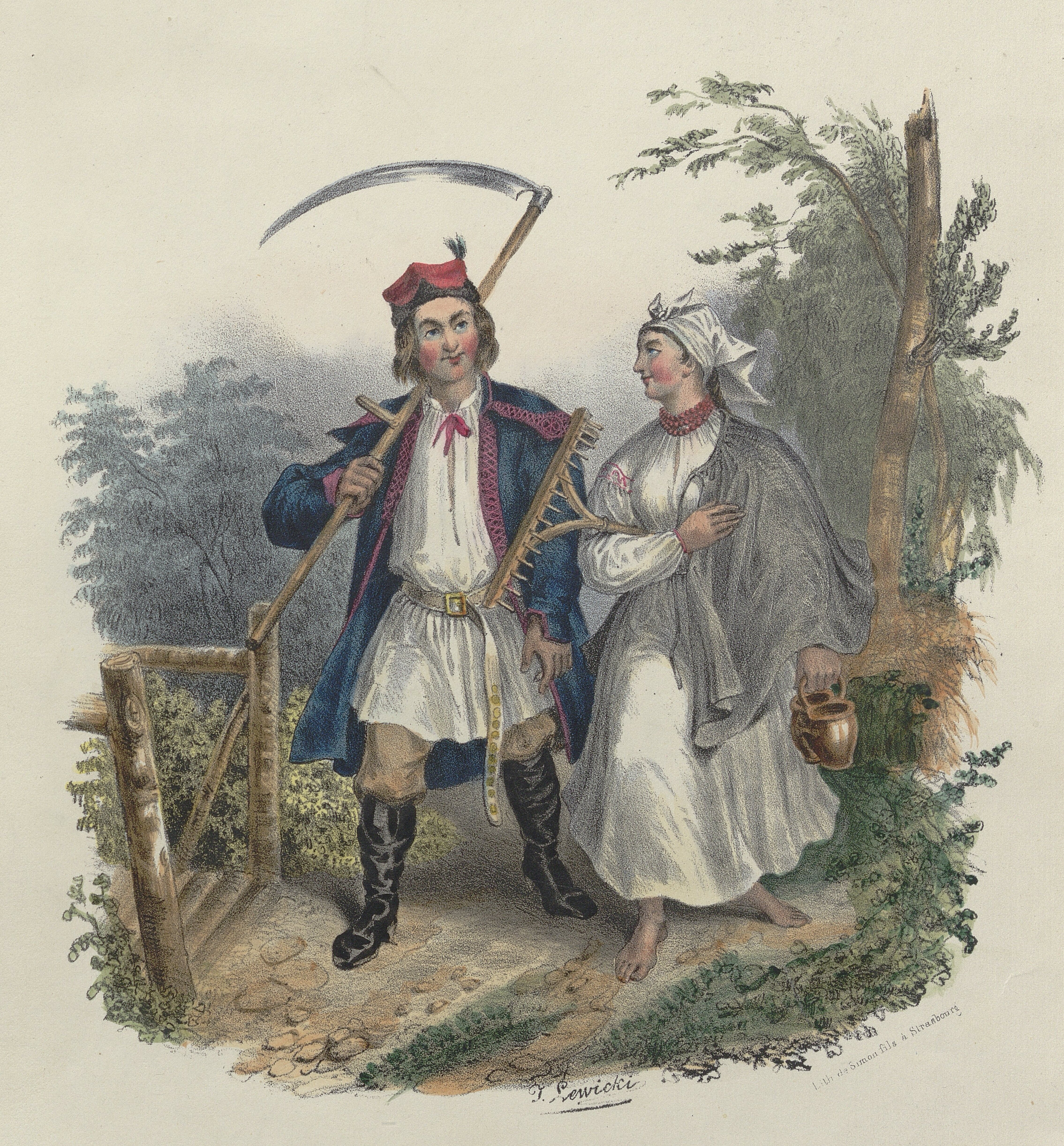
Повсякденний одяг краков'яків. Одяг польських народів